# Breitenworbis
Breitenworbis é um município da Alemanha localizado no distrito de Eichsfeld, estado da Turíngia. Breitenworbis é a sede do verwaltungsgemeinschaft de Eichsfeld-Wipperaue.

## Demografia
Evolução da população (em 31 de dezembro):
| - 1994 - 2.458 - 1995 - 2.567 - 1996 - 2.570 - 1997 - 2.591 | - 1998 - 2.485 - 1999 - 2.346 - 2000 - 2.297 - 2001 - 2.401 | - 2002 - 2.405 - 2003 - 2 350 - 2004 - 2.358 - 2005 - 2 323 |

Fonte: Thüringer Landesamt für Statistik